# Francesco Puppi
Francesco Puppi (Como, 26 gennaio 1992) è un maratoneta e fondista di corsa in montagna italiano.

## Biografia
Nel 2016 ha vinto la medaglia d'argento a squadre ai campionati del mondo di corsa in montagna, piazzandosi invece in diciottesima posizione a livello individuale; si è inoltre piazzato in tredicesima posizione nella classifica generale della Coppa del mondo.
Nel 2017 ha partecipato ai Campionati europei di corsa in montagna, nei quali ha vinto la medaglia di bronzo, oltre alla medaglia d'argento a squadre; sempre nel 2017, ha inoltre chiuso in seconda posizione assoluta in classifica di Coppa del mondo, piazzamento replicato anche nell'edizione 2018 di tale manifestazione. Sempre nel 2018, è stato convocato anche per gli Europei, che ha concluso con un ottavo posto individuale e con la vittoria della medaglia d'oro a squadre. Nello stesso anno si è inoltre piazzato in settima posizione ai Mondiali, nei quali ha vinto una seconda medaglia d'argento a squadre dopo quella di due anni prima.
Nel 2019 partecipa ai Campionati del mondo di corsa in montagna lunghe distanze in Argentina a Villa La Angostura, dopo una lunga battaglia con lo statunitense Jim Walmsley giunge al traguardo in seconda posizione dopo 41 km di gara. Nella stessa competizione aveva vinto nel 2017 a Premana e aveva conquistato un bronzo nel 2015; sia nel 2015 che nel 2017 aveva inoltre conquistato la medaglia d'oro a squadre. Sempre nello stesso anno, chiude al nono posto in classifica nella coppa del mondo di corsa in montagna.

## Palmarès
| Anno | Manifestazione                                | Sede               | Evento         | Risultato | Prestazione | Note |
| ---- | --------------------------------------------- | ------------------ | -------------- | --------- | ----------- | ---- |
| 2015 | Mondiali di corsa in montagna lunghe distanze | Zermatt            | Individuale    | Bronzo    | 3h04'14"    |      |
| 2015 | Mondiali di corsa in montagna lunghe distanze | Zermatt            | A squadre      | Oro       | 9h14'2"     |      |
| 2016 | Mondiali di corsa in montagna                 | Sapareva banja     | Corsa seniores | 18º       | 1h07'30"    |      |
| 2016 | Mondiali di corsa in montagna                 | Sapareva banja     | A squadre      | Argento   | 33 p.       |      |
| 2017 | Europei di corsa in montagna                  | Kamnik             | Corsa seniores | Bronzo    | 1h03'35"    |      |
| 2017 | Europei di corsa in montagna                  | Kamnik             | A squadre      | Argento   | 17 p.       |      |
| 2017 | Mondiali di corsa in montagna lunghe distanze | Premana            | Individuale    | Oro       | 3h14'37"    |      |
| 2017 | Mondiali di corsa in montagna lunghe distanze | Premana            | A squadre      | Oro       | 14 p.       |      |
| 2018 | Europei di corsa in montagna                  | Skopje             | Corsa seniores | 8º        | 49'25"      |      |
| 2018 | Europei di corsa in montagna                  | Skopje             | A squadre      | Oro       | 6 p.        |      |
| 2018 | Mondiali di corsa in montagna                 | Canillo            | Corsa seniores | 7º        | 59'12"      |      |
| 2018 | Mondiali di corsa in montagna                 | Canillo            | A squadre      | Argento   | 24 p.       |      |
| 2019 | Mondiali di corsa in montagna lunghe distanze | Villa La Angostura | Individuale    | Argento   | 3h13'04"    |      |
| 2019 | Mondiali di corsa in montagna lunghe distanze | Villa La Angostura | A squadre      | Bronzo    | 27 p.       |      |
| 2019 | Mondiali di trail corto                       | Chiang Mai         | Individuale    | Argento   | 3h11'47"    |      |

## Campionati nazionali
2014
- 13º ai campionati italiani promesse, 5000 m piani - 15'24"92

2015
- Oro ai campionati italiani di kilometro verticale

2017
- Bronzo ai campionati italiani di corsa in montagna
- Argento ai campionati italiani di corsa in montagna a staffetta[2] - 1h30'53" (in squadra con Nadir Cavagna ed Alex Baldaccini)

2018
- 20º ai campionati italiani di maratonina - 1h08'33"
- 11º ai campionati italiani assoluti, 10000 m piani - 30'41"45
- Oro ai campionati italiani di corsa in montagna a staffetta (in squadra con Nadir Cavagna ed Alex Baldaccini)

2019
- Oro ai campionati italiani di corsa in montagna a staffetta[3] (in squadra con Nadir Cavagna e Pietro Sonzogni)

2020
- 11º ai campionati italiani di maratonina - 1h04'40"
- 11º ai campionati italiani, 10000 m piani - 29'52"91
- 22º ai campionati italiani di corsa in montagna
- Oro ai campionati italiani di corsa in montagna a staffetta (in squadra con Nadir Cavagna ed Alex Baldaccini)

2021
- 10º ai campionati italiani di corsa in montagna

2022
- Argento ai campionati italiani di trail corto

2024
- Oro ai campionati italiani di trail lungo
- Bronzo ai campionati italiani di corsa in montagna solo salita - 51"44

## Altre competizioni internazionali
2011
- 178º alla Mezza maratona di Cremona ( Cremona) - 1h16'42"

2012
- 40º alla Mezza maratona di Cremona ( Cremona) - 1h14'03"
- 20º alla Mezza maratona di Cantù ( Cantù) - 1h17'12"
- 18º al Trofeo Samsara ( Erba) - 27'17"[4]
- 6º alla Moggio-Artavaggio ( Moggio) - 37'13"[5]

2013
- 54º alla Stramilano ( Milano) - 1h14'24"
- 5º alla Mezza maratona di Sondrio ( Sondrio) - 1h12'10"
- 6º alla Mezza maratona di Seregno ( Seregno) - 1h12'35"
- 12º alla Mezza maratona del VCO ( Gravellona Toce) - 1h13'49"
- 10º alla Stralivigno ( Livigno) - 1h22'24"

2014
- Oro alla Mezza maratona di Pavia ( Pavia) - 1h10'42"
- 23º alla Mezza maratona di Cremona ( Cremona) - 1h11'56"
- 4º alla Mezza maratona di Seregno ( Seregno) - 1h12'09"
- 8º al Cross della Badia ( Brescia)
- Oro al Trofeo Jack Canali ( Albavilla) - 37'51"[6]
- Argento alla Corsa del Brigante[7]

2015
- 14º alla Giulietta&Romeo Half Marathon ( Verona) - 1h11'28"
- Argento alla Mezza maratona di Chia - 1h14'11"
- 10º alla Corrida di San Lorenzo (8 km) ( Zogno) - 25'10"
- Bronzo alla Road to Zermatt ( Riffelberg) - 3h04'14"
- Argento alla Bianchi Memorial- PizTrivertikal (8 km) ( Malonno) - 35'41"

2016
- 13º nella classifica generale della Coppa del mondo di corsa in montagna 2016
- Oro alla Mezza maratona di Brescia ( Brescia) - 1h09'05"
- 10º alla io21ZERO97 ( Darfo Boario Terme) - 1h10'05"
- Argento alla Mezza maratona di Vienna ( Vienna) - 1h10'29"
- 4º alla Northeast Delta Dental Mount Washington (12,2 km) ( Pinkham Notch) - 1h03'59"
- 13º nella classifica generale della Coppa del mondo di corsa in montagna
- Argento alla Scalata dello Zucco (13 km) ( San Pellegrino Terme) - 1h03'41"
- Bronzo alla Sierre-Zinal (31 km) ( Zinal) - 2h36'28"
- 9º al Trofeo Nasego (21,4 km) ( Casto) - 1h41'20"

2017
- Argento nella classifica generale della Coppa del mondo di corsa in montagna 2017
- 18º alla Maratona di New York ( New York) - 2h25'35"
- Bronzo alla Mezza maratona di Bedizzole ( Bedizzole) - 1h08'39"
- 14º alla Mezza maratona di Napoli ( Napoli) - 1h12'44"
- Oro al Trofeo Laura Prati ( Cardano al Campo) - 31'29"
- Argento nella classifica generale della Coppa del mondo di corsa in montagna
- Argento al Trofeo Vanoni ( Morbegno), staffetta[2] - 1h30'53" (in squadra con Nadir Cavagna ed Alex Baldaccini)
- 6º al Trofeo Vanoni ( Morbegno) - 30'12"[2]
- Oro alla Stava Mountain Race (15 km) ( Tesero) - 1h22'05"
- Oro alla PizTriVertikal (3,5 km) ( Malonno) - 34'09"
- Bronzo al Trofeo Nasego (20,5 km) ( Casto) - 1h38'10"
- 5º al Trofeo Nasego Vertical (3,7 km) ( Casto) - 37'17"
- Argento al Trofeo Jack Canali (6,7 km) ( Albavilla) - 36'55"
- Argento alla Muttersberglauf (7,5 km) ( Bludenz) - 47'19"
- Bronzo alla Corri in Gandellino (5,6 km) ( Gandellino) - 16'42"
- 4º al Fletta Trail- Memorial Bianchi (21 km) ( Malonno) - 1h28'28"
- 5º alla Hochfelln-Berglauf (8,9 km) ( Bergen) - 44'55"

2018
- Argento nella classifica generale della Coppa del mondo di corsa in montagna 2018
- 9º nella Coppa Europa dei 10000 metri ( Londra) - 30'29"40
- 51º alla Maratona di Valencia ( Valencia) - 2h24'12"
- 18º alla Stramilano ( Milano) - 1h07'45"
- 4º alla Mezza maratona di Gallipoli ( Gallipoli) - 1h10'58"
- 26º alla Mezza maratona di Foligno ( Foligno) - 1h08'33"
- 13º alla Tuttadritta ( Torino) - 30'36"
- 15º alla Cinque Mulini ( San Vittore Olona) - 37'22"
- 17º al Campaccio ( San Giorgio su Legnano) - 31'21"

2019
- 9º nella classifica generale della Coppa del mondo di corsa in montagna 2019
- 61º alla Mezza maratona di Barcellona ( Barcellona) - 1h09'01"
- 16º al Campaccio ( San Giorgio su Legnano) - 31'37"
- Oro al Trofeo Vanoni ( Morbegno)[8], staffetta - 1h31'21"
- 4º al Trofeo Vanoni ( Morbegno) - 30'04"
- 9º nella classifica della Coppa del mondo di corsa in montagna

2020
- 18º alla Giulietta&Romeo Half Marathon ( Verona) - 1h04'40"
- Argento alla Stramagenta ( Magenta) - 29'47"
- 16º al Campaccio ( San Giorgio su Legnano) - 30'51"
- 7º al Cross della Vallagarina ( Villa Lagarina)
- Argento al Trofeo Vanoni ( Morbegno), staffetta (in squadra con Nadir Cavagna ed Alex Baldaccini)
- Oro al Fletta Trail ( Malonno) - 1h26'27"[9]
- Argento al Trofeo Nasego ( Casto) - 1h35'16"[10]

2021
- 42º alla Tuscany Camp Marathon - 2h16'18"
- 10º alla Tuscany Camp Half Marathon - 1h05'53"
- 14º al Campaccio ( San Giorgio su Legnano) - 31'36"

2023
- 14º alla BOclassic ( Bolzano) - 30'18"
- 14º al Campaccio ( San Giorgio su Legnano) - 30'13"
- 17º alla Cinque Mulini ( San Vittore Olona) - 31'37"
- 6° ai mondiali di trail corto ( Innsbruck)
- Oro alla Lavaredo 50k ( Cortina) - 4h02'16"[11]
- Argento alla OCC ( Chamonix) - 4h44'58"[12]
- Argento al Trail du Templiers ( Millau ) - 6h49'08"[13]

2024
- 14º al Campaccio ( San Giorgio su Legnano) - 31'07"
- Oro alla Chuckanut  50k ( Bellingham ) - 3h26'31" (record della gara)[14]
- Oro alla Lake Sonoma 50 miles ( Healdsburg) - 6h30'17"[15]
- Argento alla OCC ( Chamonix) - 5h14'46"[16]